# Bertholdia flavodorsata
Bertholdia flavodorsata là một loài bướm đêm thuộc phân họ Arctiinae, họ Erebidae.